# Joe Webber
Tevan Joseph "Joe" Webber (27 de agosto de 1993) é um ruguebolista de sevens neozelandês.

## Carreira
Joe Webber integrou o elenco da Seleção Neozelandesa de Rugby Sevens 5º colocada na Rio 2016.